# مجلس (هيئة تنظيمية)

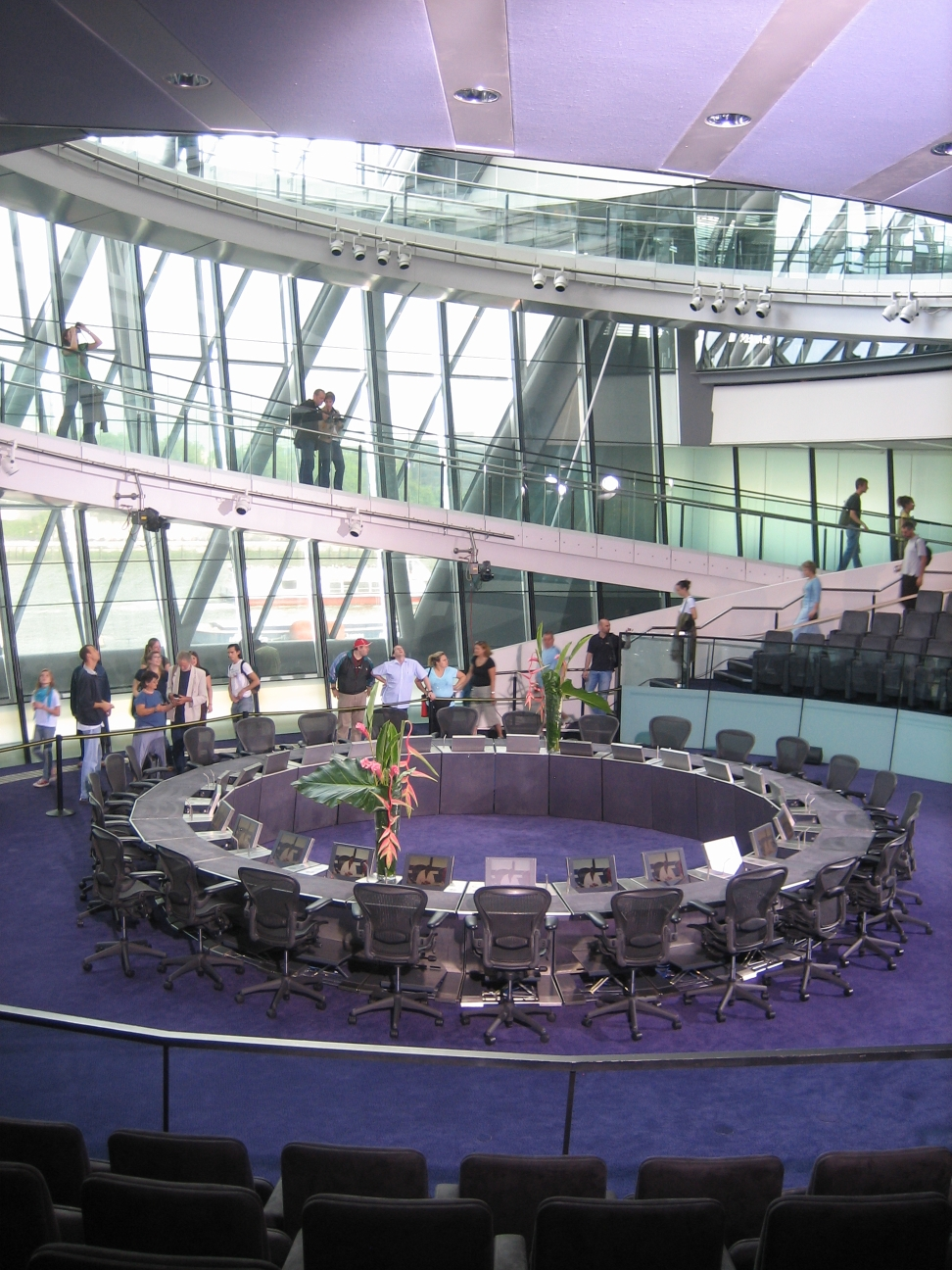
غرفة اجتماع للنقاش والمناظرة

مجلس (بالإنجليزية: Council)‏ هو هيئة تنظيمية لاتحاد، أو مسمى لمساحة من اجتماع مجموعة أشخاص للتباحث أو اتخاذ قرارات. غالبا ما يقصد بالمجلس مؤسسة حكومية رسمية مثل هيئة تشريعية على مستوى البلدة أو المدينة أو المقاطعة، لكن اللفظ العام يمكن ان يُطلق على اي اجتماعات بين الافراد. وقد يمثل المجلس بشكل فعال الحكومة بأكملها. قد يُشار إلى مجلس الإدارة على أنه مجلس. يمكن أيضًا الإشارة إلى اللجنة على أنها مجلس. نظرًا لأن العديد من المدارس لديها مجلس طلابي ، فإن المجلس هو شكل الحكم الذي من المرجح أن يكون لدى العديد من الأشخاص تجربتهم الأولى كناخبين أو مشاركين.

## أنظر أيضا
- مجلس الأمة الكويتي
- مجلس الأمن التابع للأمم المتحدة
- مجلس التعاون لدول الخليج العربية
- رابطة (نمط تنظيمي)